# Visser 't Hooft Lyceum
Het Visser 't Hooft Lyceum (VHL) is een van oorsprong protestant-christelijke school voor voortgezet onderwijs in de Nederlandse stad Leiden.

## Geschiedenis

### Oorsprong
In 1919 werd de Christelijke HBS met 5-jarigen cursus opgericht aan de Witte Singel 103 in Leiden. Er startten in dat jaar 33 leerlingen. Na een paar jaar werd het pand al te klein. In 1923 verhuisde de HBS naar de Kagerstraat. 
In 1952 breidde de school uit met een gymnasium en werd zo een lyceum. Iets later werd ook een middelbare meisjesschool toegevoegd.

### Naamgeving
Van 1967 tot 1998 heette de school het Christelijk lyceum dr. W.A. Visser 't Hooft, naar de Nederlandse theoloog Willem Visser 't Hooft. Deze oprichter van de Wereldraad van Kerken wordt geroemd om zijn werk als verzoener binnen het christendom. In 1998 is de naam veranderd in Visser 't Hooft Lyceum.

### Ontwikkeling
Na de invoering van de mammoetwet in 1968 werden, zoals bij veel scholen in Nederland,  afdelingen voor vwo, havo en mavo opgericht. In 1975 opende het lyceum een dependance in Leiderdorp, en in 1994 voegden de protestant-christelijke scholen in Leiden, Leiderdorp en Rijnsburg zich samen. In 2006 had het Visser 't Hooft Lyceum 5 locaties en 4 vestigingen. Bij de invoering van de Tweede fase in 1998 werden afdelingen vmbo, havo en vwo (gymnasium en atheneum) gevormd.
Sinds 2012 maakt het Visser 't Hooft Lyceum, samen met het Bonaventuracollege en een aantal basisscholen, deel uit van de Stichting Confessioneel Onderwijs Leiden (SCOL). In september 2016 werd de aparte mavo-locatie van de school aan de Antonie Duycklaan gesloten. Ook de locatie in Leiden Zuid-West werd gesloten. De school is een van de grootste die Leiden heeft. In 2013 werd de school door Omroep West uitgeroepen tot leukste school van 2013.

## Bekende oud-leerlingen en -leraren
Leerlingen
- Arie Meerburg (1946-2021), politicus, burgemeester van Alkemade
- Joop van der Schee (1951), hoogleraar onderwijsgeografie
- Eberhard van der Laan (1955-2017), politicus, burgemeester van Amsterdam[6]
- Kathleen Ferrier (1957), politica
- Ben Arps (1961), hoogleraar Javaans
- Hans Vijlbrief (1963), politicus
- Laetitia Griffith (1965), politica
- Filip van As (1966), politicus
- Frits Huffnagel (1968), politicus, mediapersoonlijkheid
- Jan Siemerink (1970), tennisser, coach
- Marthijn Uittenbogaard (1972), activist en voorzitter Stichting Martijn
- Leona Philippo (1979), zangeres, actrice
- Joris Putman (1984), ondernemer, acteur
- Carl Meijer (1987), ondernemer
- Jorrit Croon (1998), hockeyer
- Babs Schutte (1999), pop-rapper, producer en songwriter

Leraren
- Gerrit Toornvliet (1908-1981), godsdienst
- Bram Kret (1928-1993), godsdienst
- Sipke van der Land (1937-2015), godsdienst, Nederlands
- Anton Korteweg (1944), Nederlands
- Kees Kraayenoord (1972), godsdienst
- Jeroen Windmeijer (1969), godsdienst, maatschappijleer

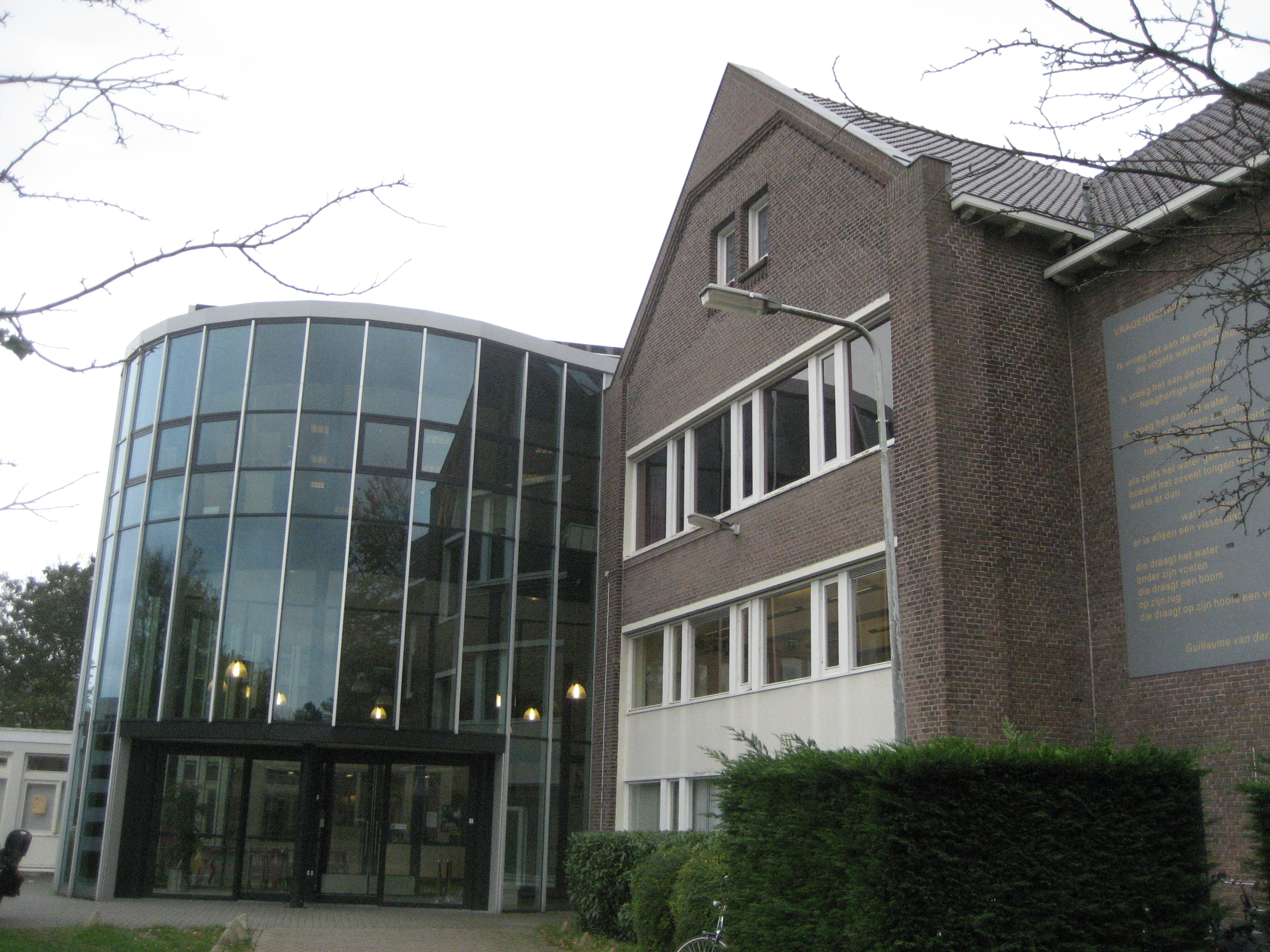
Kagerstraat
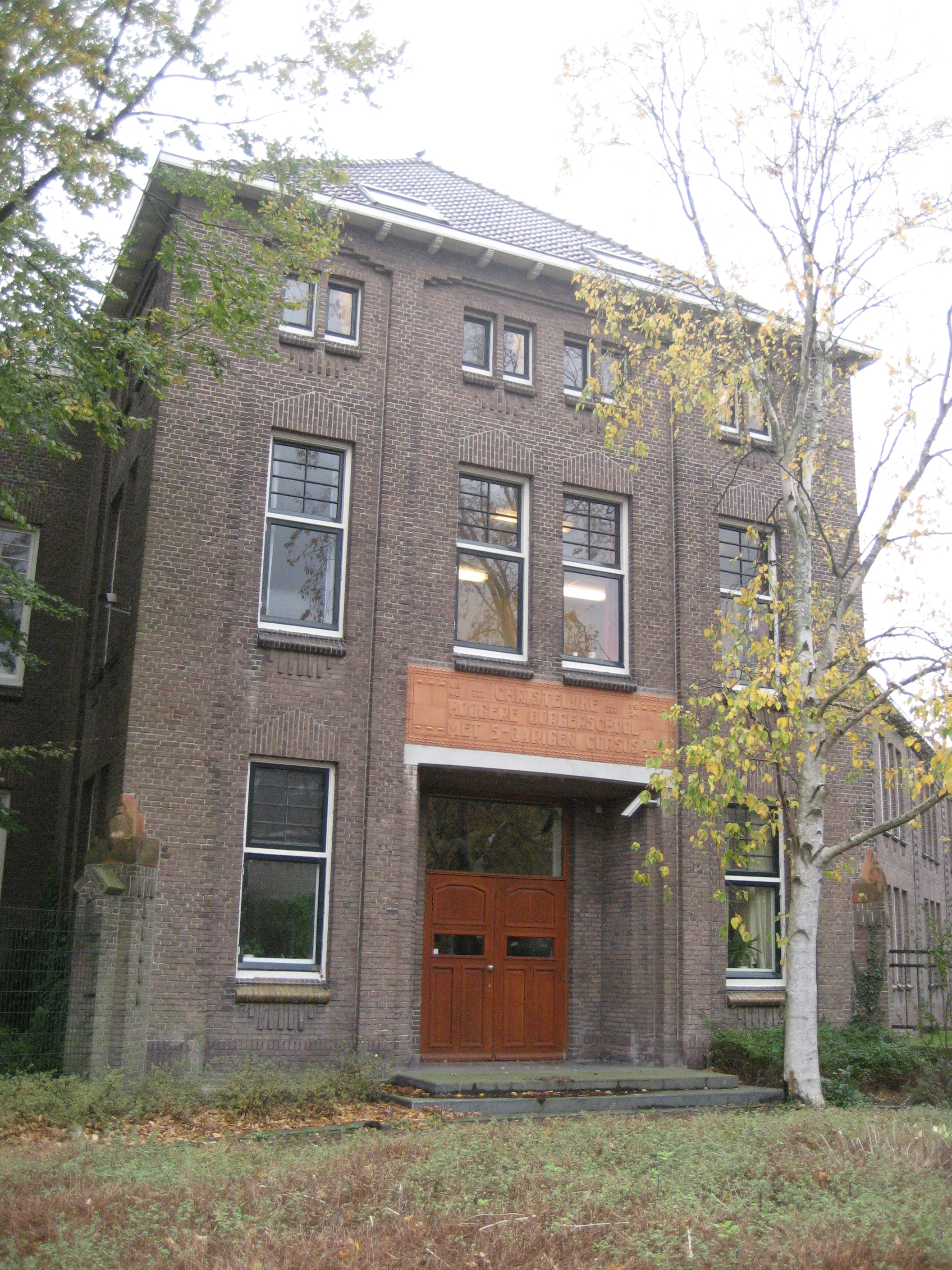
Oude entree Kagerstraat (architect W. Fontein)
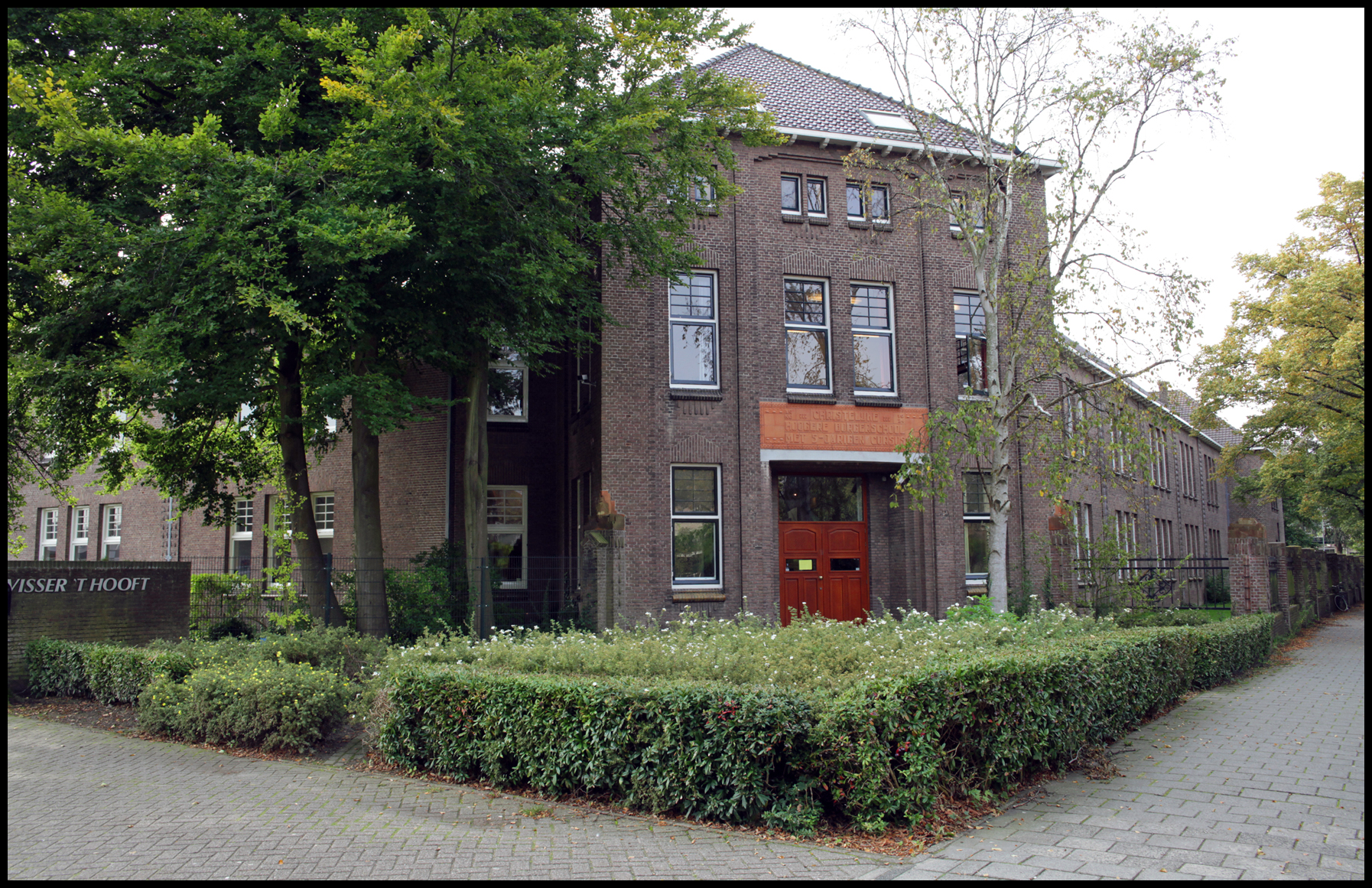
Vestiging Leiden
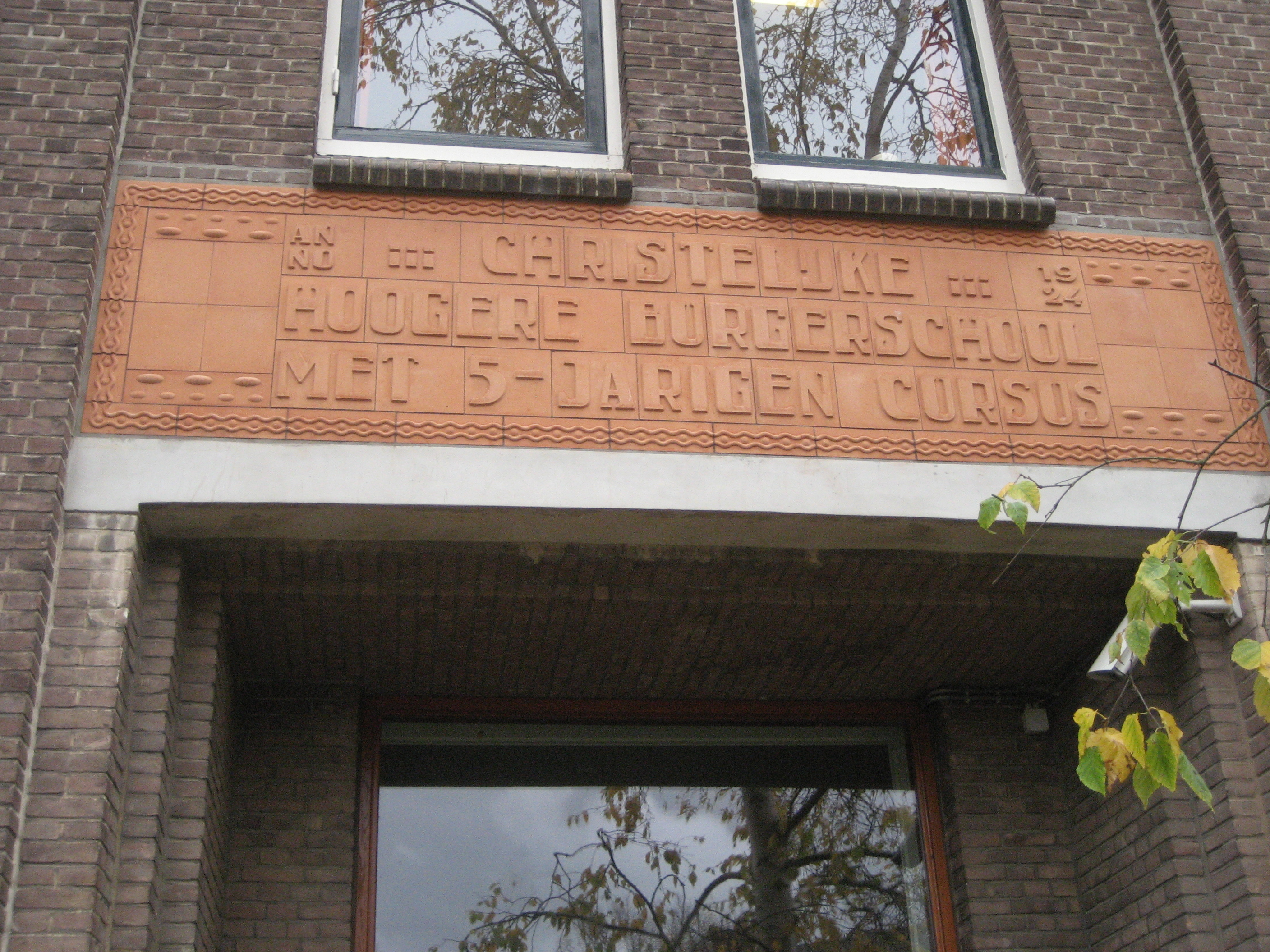
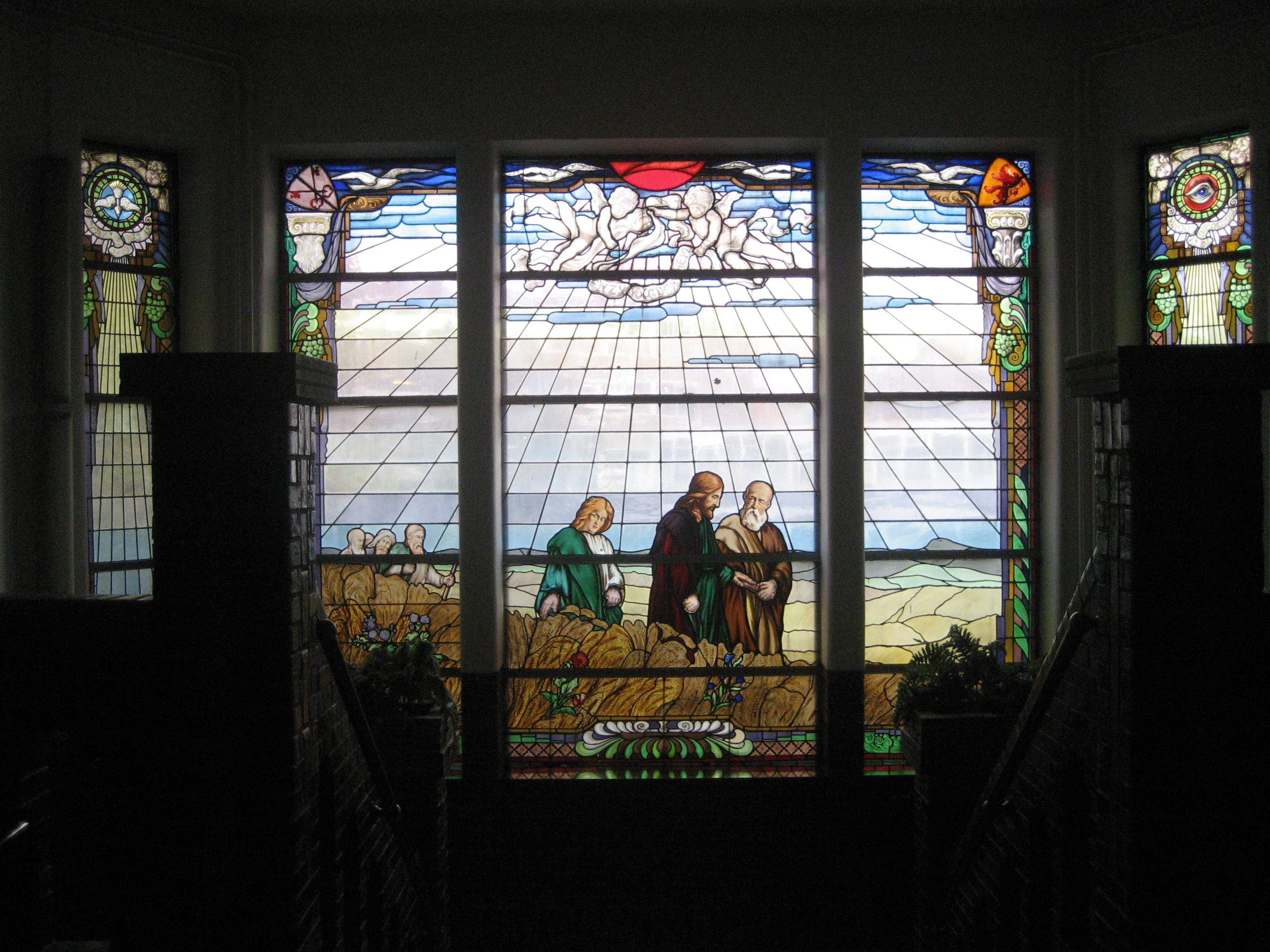
Glas in lood (Jan Broere)
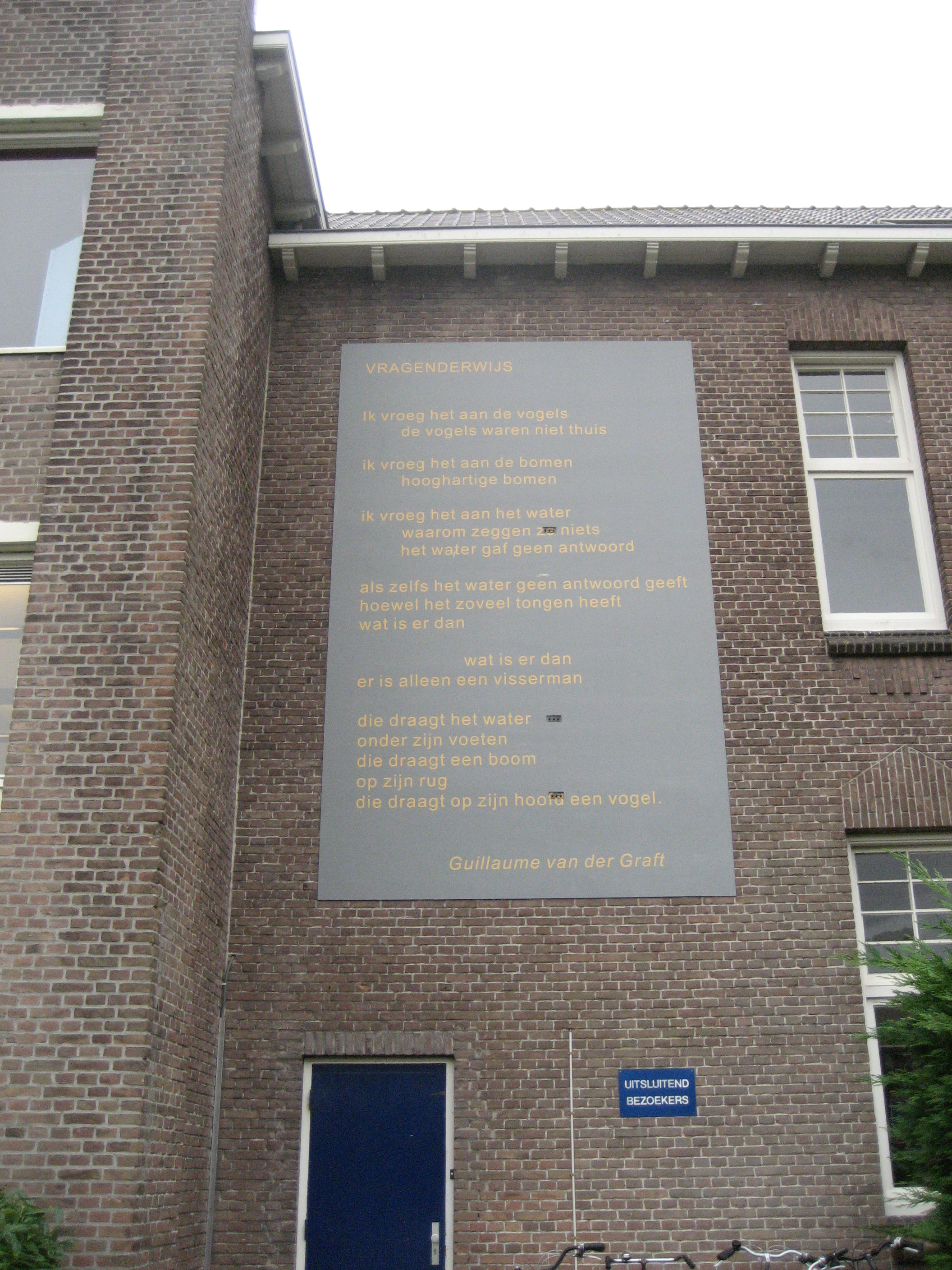
Muurgedicht Guillaume van der Graft
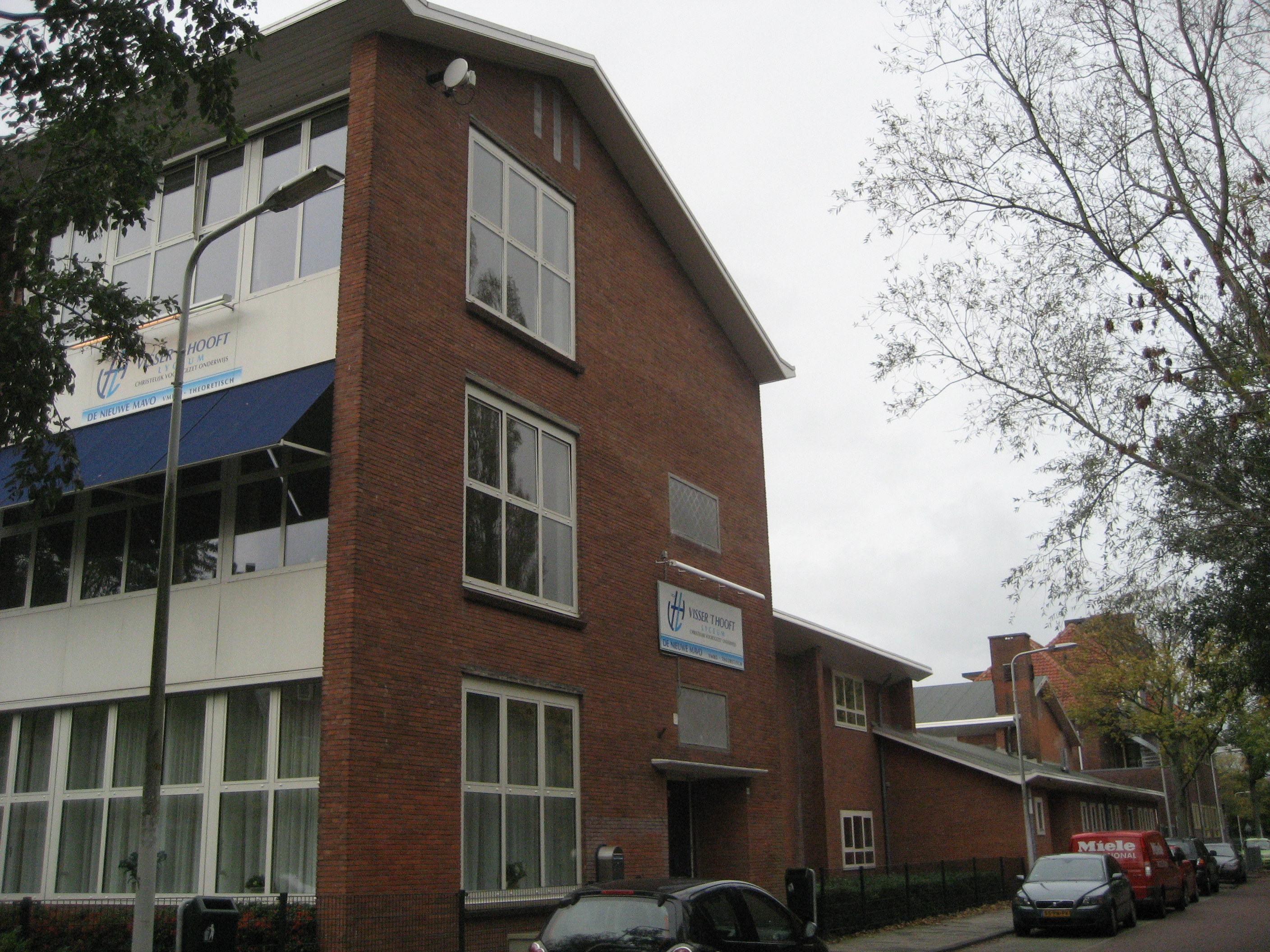
Voormalige vestiging Antonie Duyklaan
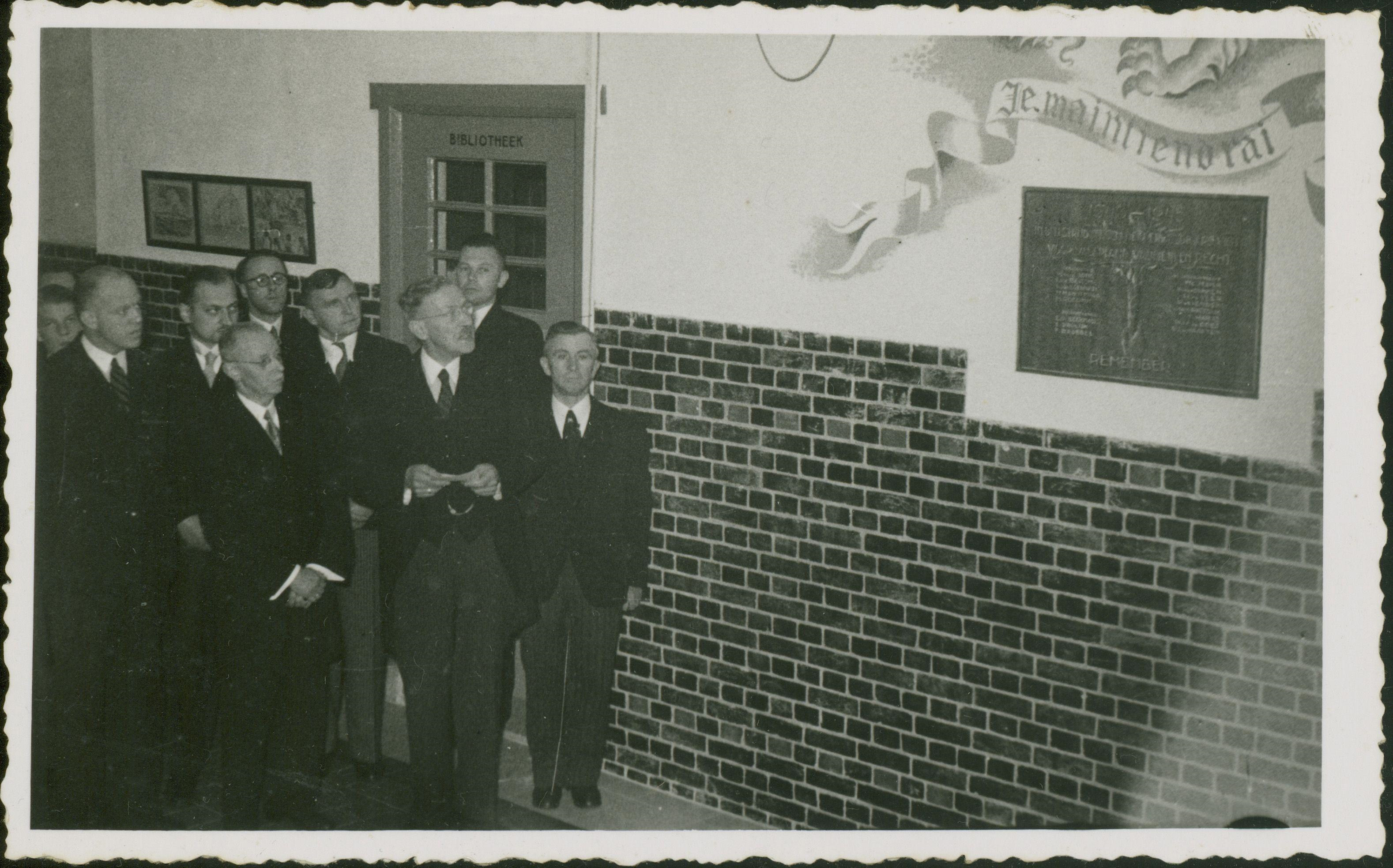
Onthulling oorlogsplaquette (1946)
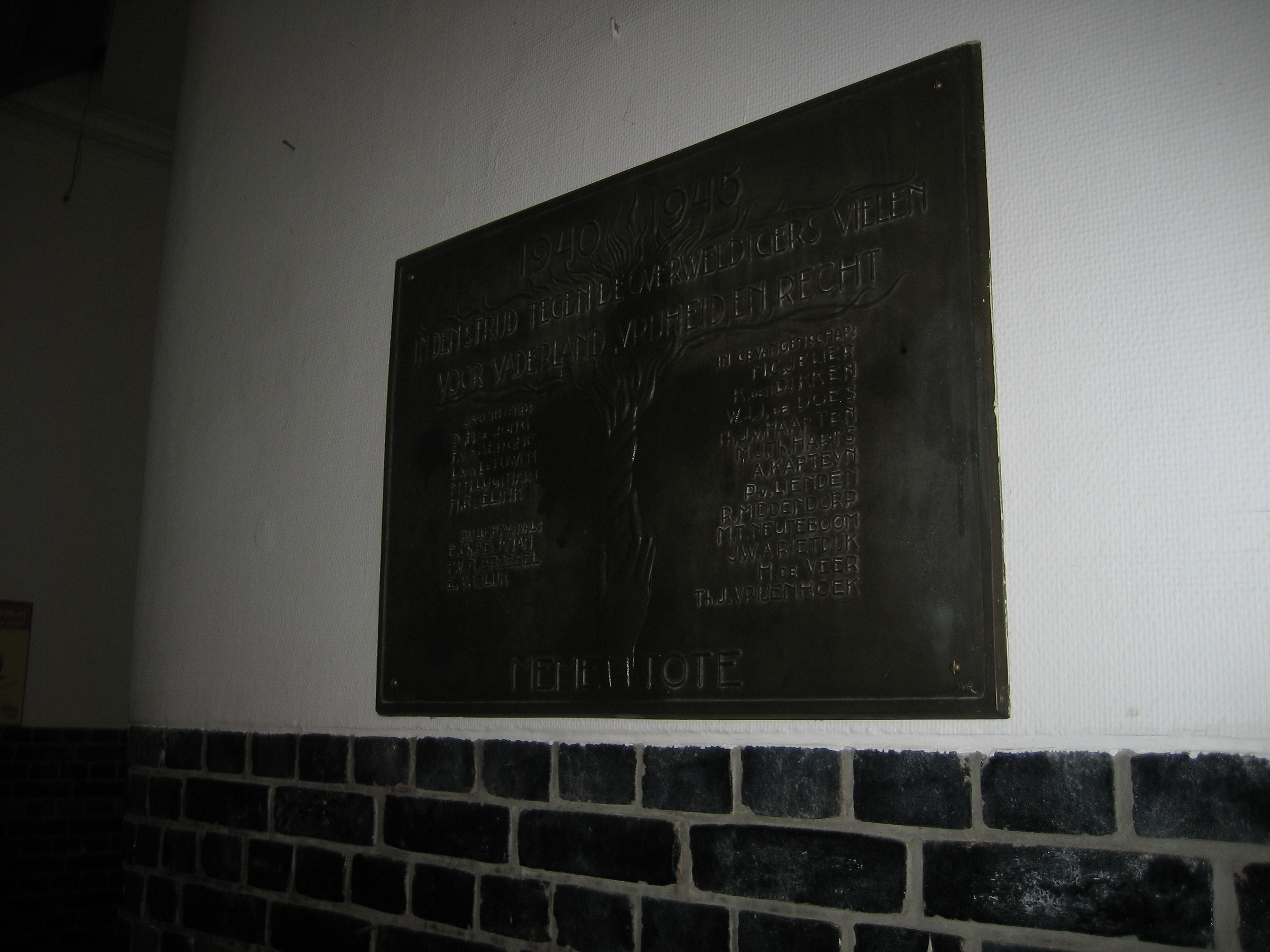
Oorlogsplaquette
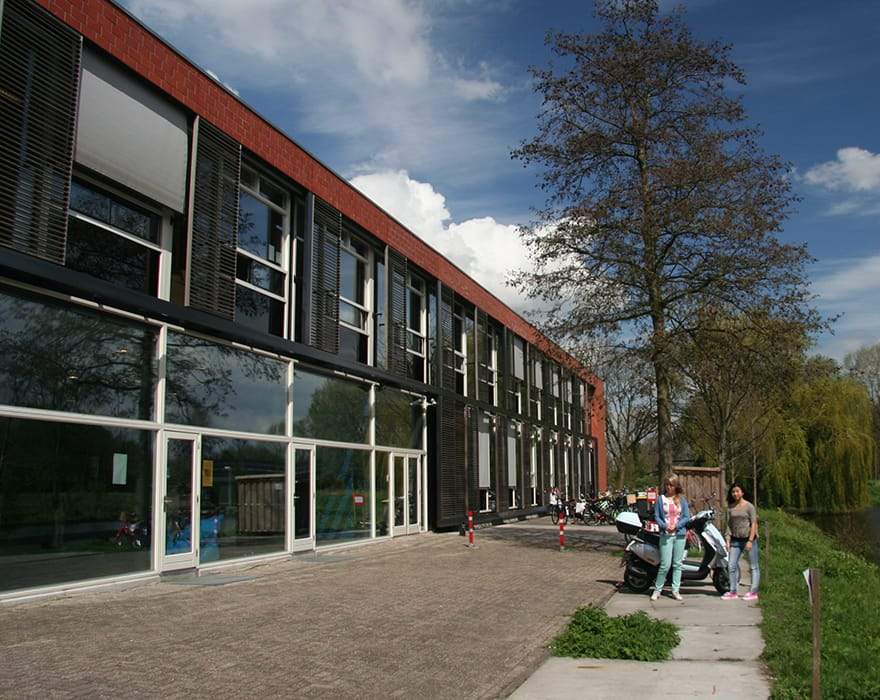
Vestiging Leiderdorp
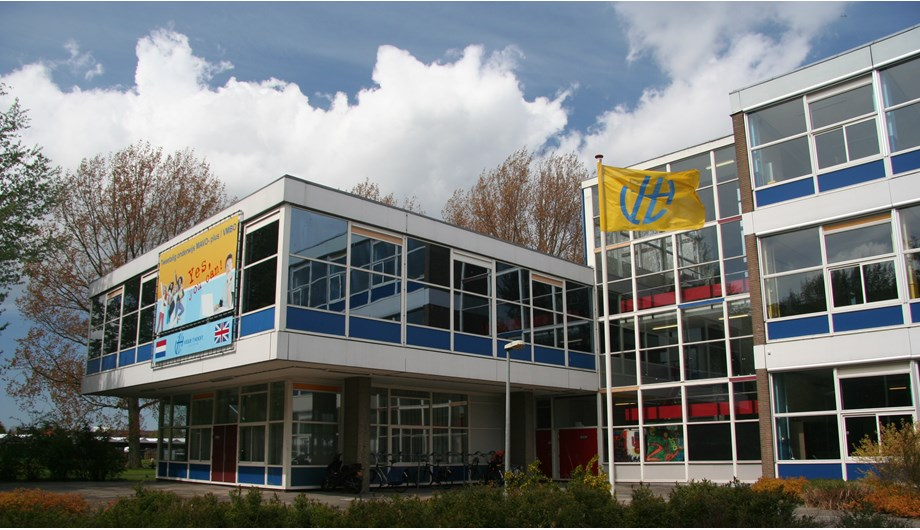
Voormalige vestiging Leiden Zuid-West
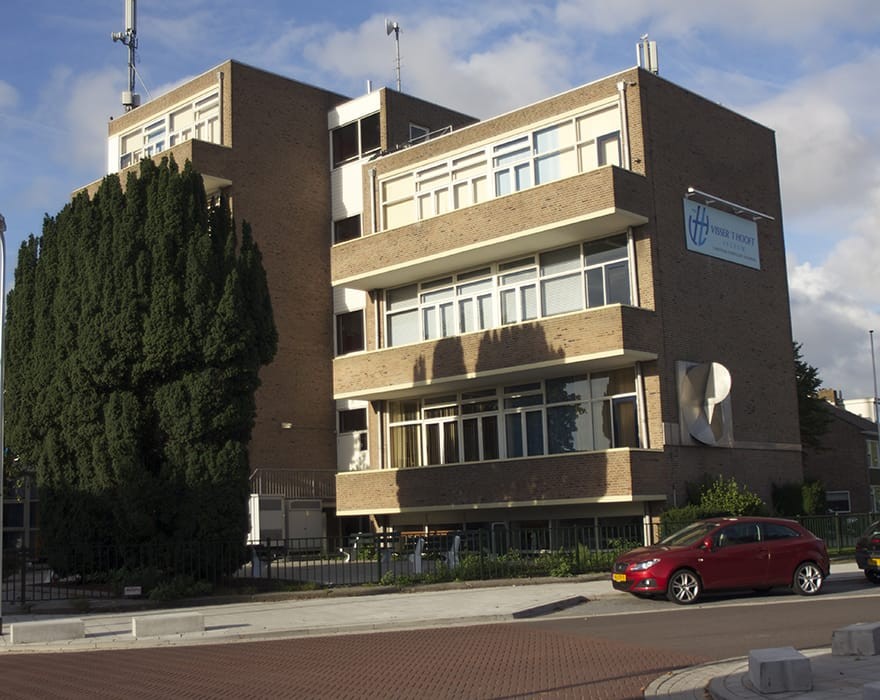
Vestiging Rijnsburg